# 2-толуїдин
2-толуїди́н (орто-толуїдин, 2-метиланілін) ― органічна сполука з класу ароматичних амінів, один з трьох ізомерів толуїдинів. За стандартних умов є безбарвною рідиною, яка стає червоно-коричневою на світлі чи повітрі з характерним запахом. У твердому стані має дві форми.

## Отримання
2-толуїдин отримують нітруванням толуену з подальшим відновленням 2-нітротолуену.
При нітруванні утворюється суміш 2-нітротолуену, 3-нітротолуену та 4-нітротолуену у відношенні 15:1:9, яку розділяють за допомогою дистиляції.
При синтезі толуїдину у промислових масштабах, гідрогенування відбувається в газовій фазі у присутності каталізатора (наприклад, нікель Ренея) за температури понад 250 °С.
При синтезі у менших масштабах, гідрогенування зазвичай відбувається в рідкій фазі, також з каталізатором, за температури до 150 °С і тиску 350 ― 3500 кПа.

## Хімічні властивості
Толуїдин є основою: утворює солі з сильними кислотами, алкілюється, але основні властивості слабші, ніж в аніліну. Вступає в реакції електрофільного ароматичного заміщення, при цьому положення, де опиняється замісник, передусім визначається аміногрупою.

## Використання
2-толуїдин використовується для отримання 6-етил-2-метиланіліну, проміжної сполуки у виготовленні гербіцидів. Також застосовується для одержання проміжних сполук у синтезі барвників, епоксидних смол, ліків і речовин для гуми.

## Токсичність
О-толуїдин є токсичною сполукою. Викликає метгемоглобінемію, подразнює очі та шкіру та є канцерогеном.